# L'Auberge de l'abîme
Pour plus de détails, voir Fiche technique et Distribution.
L'Auberge de l'abîme est un film français réalisé par Willy Rozier, sorti en 1943. Ce film est une adaptation du roman de l'essayiste, historien André Chamson, natif de la région où se déroule l'action du film et paru en 1935.

## Synopsis
Dans la première moitié du XIXe siècle, dans les Cévennes, Jacques Eymard, un ancien officier des guerres napoléoniennes, victime d'une erreur, est pris pour un brigand par des villageois. Blessé durant une embuscade, il tue l'un de ses agresseurs afin de se défendre. Il trouve refuge dans une des grottes de la région par peur des habitants. Sauvé par le dévouement d'un médecin, le Dr Thierry qui finira par le sauver, il épousera finalement la fille de ce dernier,.

## Fiche technique
- Titre : L'Auberge de l'abîme
- Réalisateur : Willy Rozier
- Scénario : Willy Rozier, d'après le roman d'André Chamson paru en 1935
- Dialogues : Willy Rozier et Raymond Thoumazeau
- Photographie : Raymond Agnel
- Montage : Jean Sacha
- Musique : Jean Yatove
- Décors : Aimé Bazin
- Son : Marcel Courmes
- Société de production : Sport-Films
- Pays de production :  France
- Format : Noir et blanc — 35 mm — 1,37:1 — Son : Mono
- Genre : Film dramatique
- Durée : 99 minutes (1 h 39)
- Date de sortie :
  - France : 24 février 1943
- Visa d'exploitation : 457 (délivré le 19/06/1945)

## Distribution
- Roger Duchesne - Jacques Eymard
- Janine Darcey - Martine
- Aimé Clariond - Le docteur Thierry
- Roger Legris - Milette
- Daniel Mendaille - Palihan
- Georges Patrix - Albin
- Bernard Lajarrige

## Remake
Ce film a fait l'objet d'une nouvelle version en France avec le téléfilm du même titre sorti en 1974 et réalisé par Jean-Loup Berger sur une adpatation de Jean-Louis Bory, avec Louis Velle dans le rôle de l'officier.